# Freddie
Gábor Alfréd Fehérvári (n. 8 aprilie 1990) cunoscut după numele de scenă Freddie, este un cântăreț maghiar. S-a remarcat prin câștigarea locului 4 la versiunea maghiară a concursului Rising Star și câștigarea festivalului A Dal 2016 în urma căruia a reprezentat Ungaria la Concursul Muzical Eurovision 2016.

## Carieră

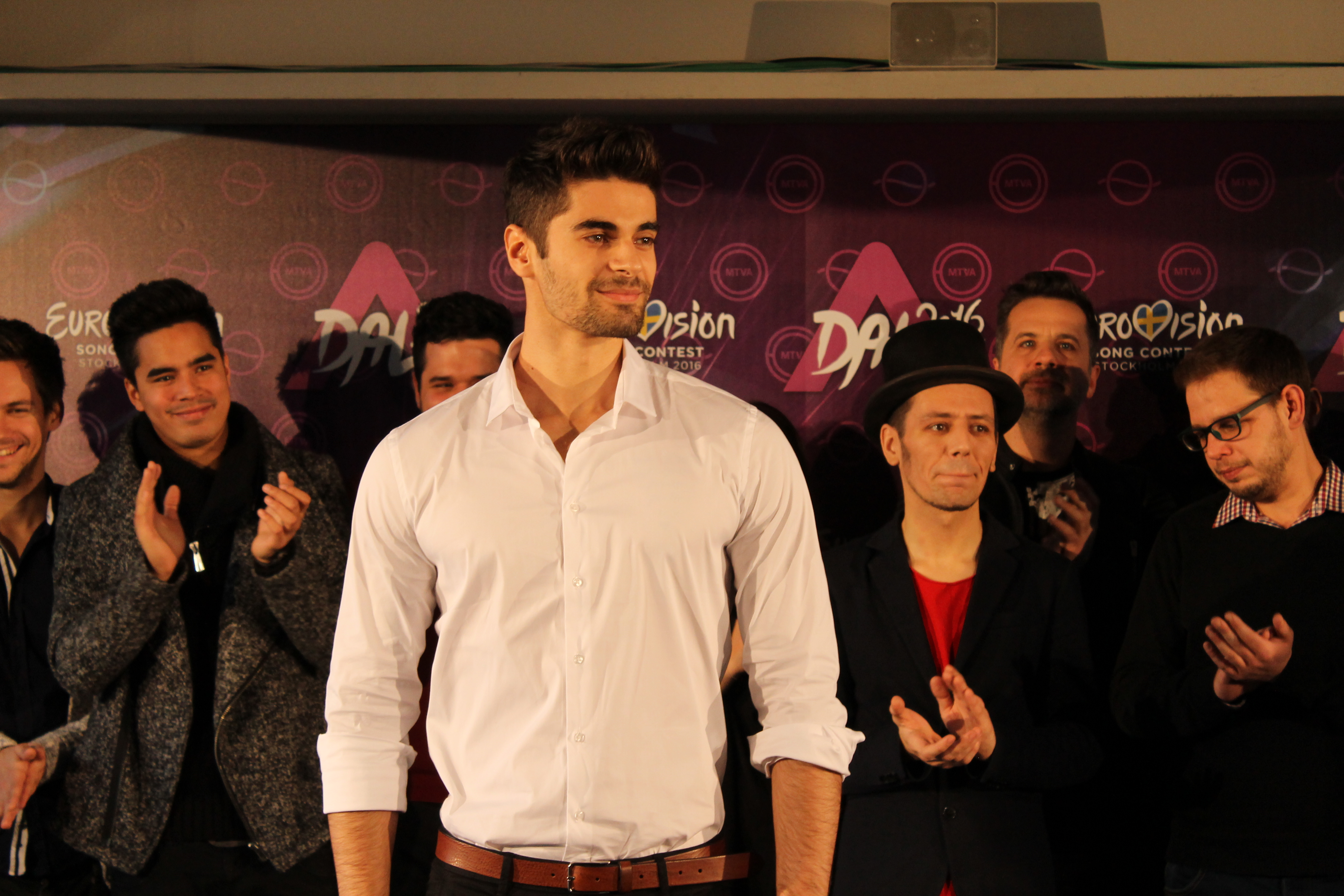
Freddie la A Dal 2015

## Discografie

### Piese
| An   | Titlu                                 | Prima Poziție | Album |
| An   | Titlu                                 | HUN           | Album |
| ---- | ------------------------------------- | ------------- | ----- |
| 2015 | "Mary Joe"                            | —             |       |
| 2015 | "Neked nem kell" (Ție nu îți trebuie) | —             |       |
| 2015 | "Pioneer"                             | 1             | —     |

## References
1. ↑  „Freddie wins in Hungary!”. Accesat în 3 martie 2016.